# Okręg wyborczy nr 12 do Sejmu Polskiej Rzeczypospolitej Ludowej (1989–1991)
Okręg wyborczy nr 12 do Sejmu Polskiej Rzeczypospolitej Ludowej (1989–1991) obejmował Andrychów oraz gminy Brzeźnica, Budzów, Chełmek, Czernichów, Gilowice-Ślemień, Jeleśnia, Kalwaria Zebrzydowska, Koszarawa, Lanckorona, Lipowa, Łodygowice, Maków Podhalański, Milówka, Mucharz, Osiek, Oświęcim, Oświęcim (gmina wiejska), Przeciszów, Radziechowy-Wieprz, Rajcza, Spytkowice, Stryszawa, Stryszów, Sucha Beskidzka, Świnna, Tomice, Ujsoły, Wadowice, Węgierska Górka, Wieprz, Zator, Zawoja, Zembrzyce i Żywiec (województwo bielskie). W ówczesnym kształcie został utworzony w 1989. Wybieranych było w nim 5 posłów w systemie większościowym.
Siedzibą okręgowej komisji wyborczej był Andrychów.

## Wybory parlamentarne 1989

### Mandat nr 44 –Polska Zjednoczona Partia Robotnicza
| Kandydat | I tura | I tura | II tura | II tura |
| Kandydat | Głosów | %      | Głosów  | %       |
| --- | ------ | ------ | ------- | ------- |
| Teresa Bogacz                                                                                                  | 20 944 | 12,17  | 26 590  | 40,85   |
| Stanisław Bibrzycki                                                                                            | 18 191 | 10,57  | 27 753  | 42,64   |
| Zenon Szewczyk                                                                                                 | 13 485 | 7,84   | –       | –       |
| Jacek Kulec | 12 466 | 7,25   | –       | –       |
| Bronisław Zięba                                                                                                | 11 436 | 6,65   | –       | –       |
| Liczba głosów ważnych: 172 069 (I tura) • 65 085 (II tura) Źródło: Państwowa Komisja Wyborcza I tura i II tura |        |        |         |         |

### Mandat nr 45 –Polska Zjednoczona Partia Robotnicza
| Kandydat | I tura | I tura | II tura | II tura |
| Kandydat | Głosów | %      | Głosów  | %       |
| --- | ------ | ------ | ------- | ------- |
| Stanisław Habczyk                                                                                              | 34 407 | 18,80  | 22 977  | 35,37   |
| Czesław Kastelik                                                                                               | 26 756 | 14,62  | 28 430  | 43,77   |
| Stanisław Rakowski                                                                                             | 20 609 | 11,26  | –       | –       |
| Liczba głosów ważnych: 183 041 (I tura) • 64 953 (II tura) Źródło: Państwowa Komisja Wyborcza I tura i II tura |        |        |         |         |

### Mandat nr 45 –Zjednoczone Stronnictwo Ludowe
| Kandydat | I tura | I tura | II tura | II tura |
| Kandydat | Głosów | %      | Głosów  | %       |
| --- | ------ | ------ | ------- | ------- |
| Edward Baścik                                                                                                  | 18 856 | 11,28  | 35 463  | 54,72   |
| Antoni Korzeniowski                                                                                            | 17 214 | 10,30  | 20 230  | 31,22   |
| Stanisław Michalski                                                                                            | 13 639 | 8,16   | –       | –       |
| Stanisław Kucharczyk                                                                                           | 11 870 | 7,10   | –       | –       |
| Alojzy Szczęśniak                                                                                              | 10 056 | 6,02   | –       | –       |
| Tadeusz Gałgan                                                                                                 | 6309   | 3,78   | –       | –       |
| Liczba głosów ważnych: 167 106 (I tura) • 64 804 (II tura) Źródło: Państwowa Komisja Wyborcza I tura i II tura |        |        |         |         |

### Mandat nr 46 – bezpartyjny
| Kandydat                                                          | Głosów  | %     |
| ----------------------------------------------------------------- | ------- | ----- |
| Michał Caputa                                                     | 145 485 | 81,03 |
| Irena Szczygielska                                                | 20 835  | 11,60 |
| Paweł Jarosz                                                      | 5413    | 3,02  |
| Zygmunt Łenyk                                                     | 2295    | 1,28  |
| Liczba głosów ważnych: 179 548 Źródło: Państwowa Komisja Wyborcza |         |       |

### Mandat nr 47 – bezpartyjny
| Kandydat                                                          | Głosów  | %     |
| ----------------------------------------------------------------- | ------- | ----- |
| Andrzej Sikora                                                    | 133 223 | 73,40 |
| Jan Babiarz                                                       | 23 705  | 13,06 |
| Edward Korczyk                                                    | 7049    | 3,88  |
| Ryszard Gitis                                                     | 4199    | 2,31  |
| Liczba głosów ważnych: 181 494 Źródło: Państwowa Komisja Wyborcza |         |       |